# Fiyi en la Copa Mundial de Rugby de 1987
La Selección de rugby de Fiyi fue uno de los 16 participantes de la Copa Mundial de Rugby de 1987 que se realizó en Nueva Zelanda.
Fue la primera participación de los Flying Fijians en la Copa Mundial de Rugby.

## Plantel
| Nombre                | Posición       | Club                       |
| --------------------- | -------------- | -------------------------- |
| Rusiate Namoro        | hooker         | Suva                       |
| Salacieli Naivilawasa | hooker         | Suva                       |
| Epeli Rakai           | pilar          | Suva                       |
| Mosese Taga           | pilar          | Suva                       |
| Sairusi Naituku       | pilar          | Rewa                       |
| Peni Volavola         | pilar          | Nadi                       |
| Aisake Nadolo         | segunda línea  | Suva                       |
| Ilaitia Savai         | segunda línea  | Nadroga                    |
| Jioji Cama            | segunda línea  | Fiji Police                |
| Manasa Qoro           | ala            | Nadi                       |
| Samuela Vunivalu      | ala            | Suva                       |
| Livai Kididromo       | ala            | Suva                       |
| Apisai Nagata         | ala            | Nadi                       |
| Koli Rakoroi (c.)     | ala            | Suva                       |
| John Sanday           | ala            | Suva                       |
| Peceli Gale           | ala            | Nadi                       |
| Pauliasi Tabulutu     | medio scrum    | Nabua                      |
| Paulo Nawalu          | medio scrum    | Suva                       |
| Elia Rokowailoa       | medio apertura | Fiji Army                  |
| Sirilo Lovokuro       | centro         | Suva                       |
| Epineri Naituku       | centro         | Nasinu                     |
| Tom Mitchell          | centro         | Fiji Army                  |
| Kaiava Salusalu       | centro         | Suva                       |
| Serupepeli Tuvula     | wing           | Teachers-Norths/Queensland |
| Tomasi Cama           | wing           | Suva                       |
| Kavekini Nalaga       | wing           | Nadroga                    |
| Jimi Damu             | wing           | Grammar Carlton/Auckland   |
| Severo Koroduadua     | zaguero        | Suva                       |
| Jone Kubu             | zaguero        | Rewa                       |

## Participación

### Grupo C
| Equipo        | Jug. | Gan. | Emp. | Perd. | A favor | En contra | Puntos |
| ------------- | ---- | ---- | ---- | ----- | ------- | --------- | ------ |
| Nueva Zelanda | 3    | 3    | 0    | 0     | 190     | 34        | 6      |
| Fiyi          | 3    | 1    | 0    | 2     | 56      | 101       | 2      |
| Argentina     | 3    | 1    | 0    | 2     | 49      | 90        | 2      |
| Italia        | 3    | 1    | 0    | 2     | 40      | 110       | 2      |
| 24 de mayo de 1987 | Argentina                            | 9 – 28 (0-13) | Fiyi                                                                                    | Estadio Waikato, Hamilton,                                        |                                                                   |
|                    | Try: Try penal Con: Porta Pen: Porta |               | Tries: Gale Naivilawasa Nalaga Savai Con: (2) Koroduadua Rokowailoa Pen: (2) Koroduadua | Asistencia: 13.000 espectadores Árbitro(s): Jim Fleming (Escocia) | Asistencia: 13.000 espectadores Árbitro(s): Jim Fleming (Escocia) |

| 27 de mayo de 1987 | Nueva Zelanda                                                                       | 74 – 13 (40-3) | Fiyi                          | Lancaster Park, Christchurch,                                   |                                                                 |
|                    | Tries: Gallagher , Green , Kirk Kirwan Try penal Whetton Con: Fox (10) Pen: Fox (2) |                | Try: Cama Pen: (3) Koroduadua | Asistencia: 25.000 espectadores Árbitro(s): Derek Bevan (Gales) | Asistencia: 25.000 espectadores Árbitro(s): Derek Bevan (Gales) |

| 31 de mayo de 1987 | Fiyi                                                            | 15 – 18 (3-10) | Italia                                                            | Carisbrook, Dunedin,                                                       |                                                                            |
|                    | Try: Naivilawasa Con: Koroduadua Pen: Koroduadua (2) Drop: Qoro |                | Tries: Cuttitta Cucchiella Mascioletti Pen: Collodo Drop: Collodo | Asistencia: 13.000 espectadores Árbitro(s): Keith Lawrence (Nueva Zelanda) | Asistencia: 13.000 espectadores Árbitro(s): Keith Lawrence (Nueva Zelanda) |

### Cuartos de final
| 7 de junio de 1987 | Fiyi                                                 | 16 – 31 (7-15) | Francia                                                                              | Eden Park, Auckland,                                              |                                                                   |
|                    | Tries: Qoro Damu Con: Koroduadua Pen: Koroduadua (2) |                | Tries: , Rodríguez Lorieux Lagisquet Con: (3) Laporte Pen: (2) Laporte Drop: Laporte | Asistencia: 17.000 espectadores Árbitro(s): Clive Norling (Gales) | Asistencia: 17.000 espectadores Árbitro(s): Clive Norling (Gales) |